# Nephila tetragnathoides
Espèce
Synonymes
- Epeira tetragnathoides Walckenaer, 1841
- Epeira durvilla Walckenaer, 1841
- Nephila prolixa L. Koch, 1872

Statut de conservation UICN

 LC  : Préoccupation mineure
Nephila tetragnathoides est une espèce d'araignées aranéomorphes de la famille des Araneidae.

## Distribution
Cette espèce se rencontre aux Fidji, aux Tonga et à Niue.

## Description

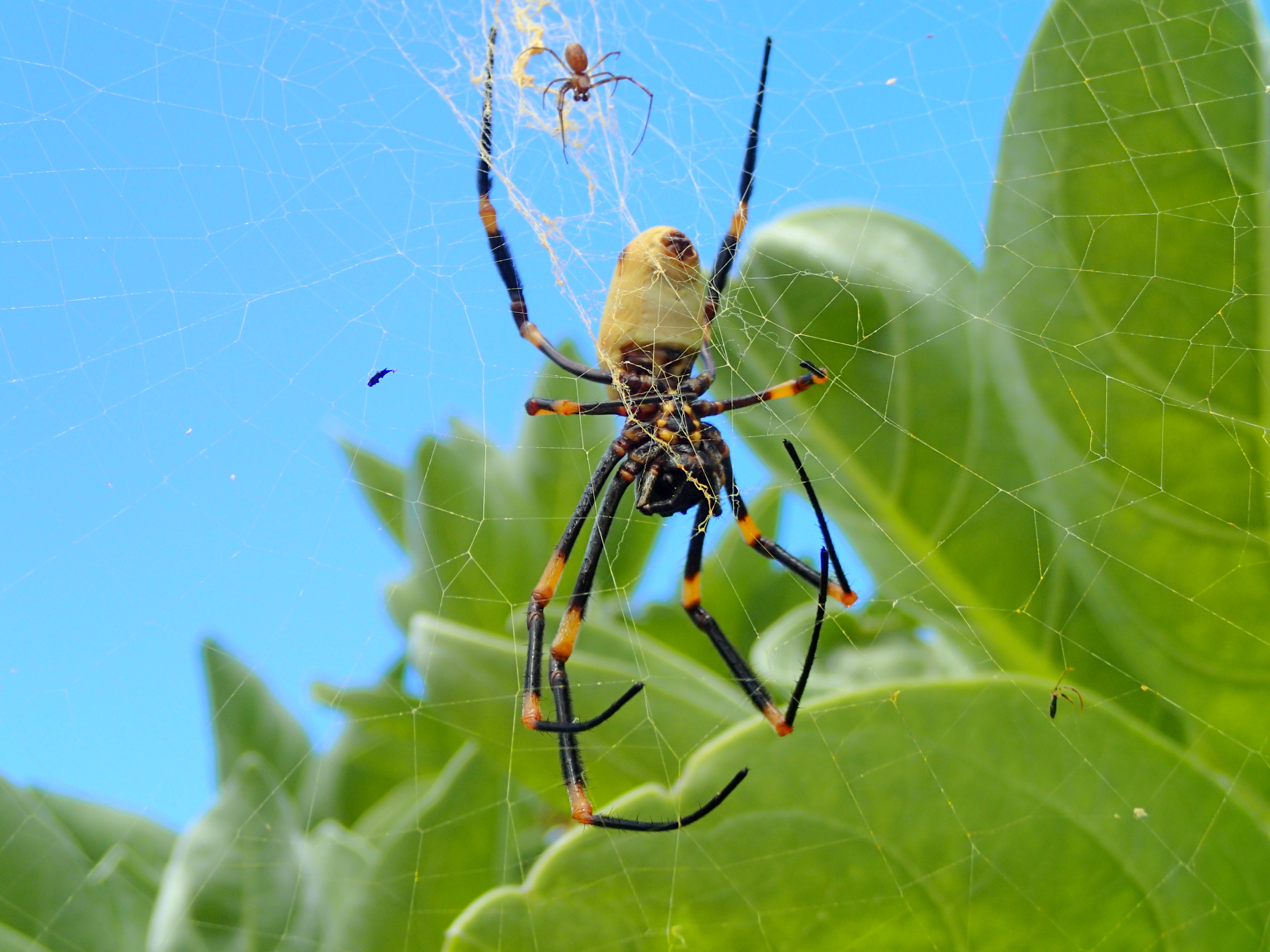
Nephila tetragnathoides

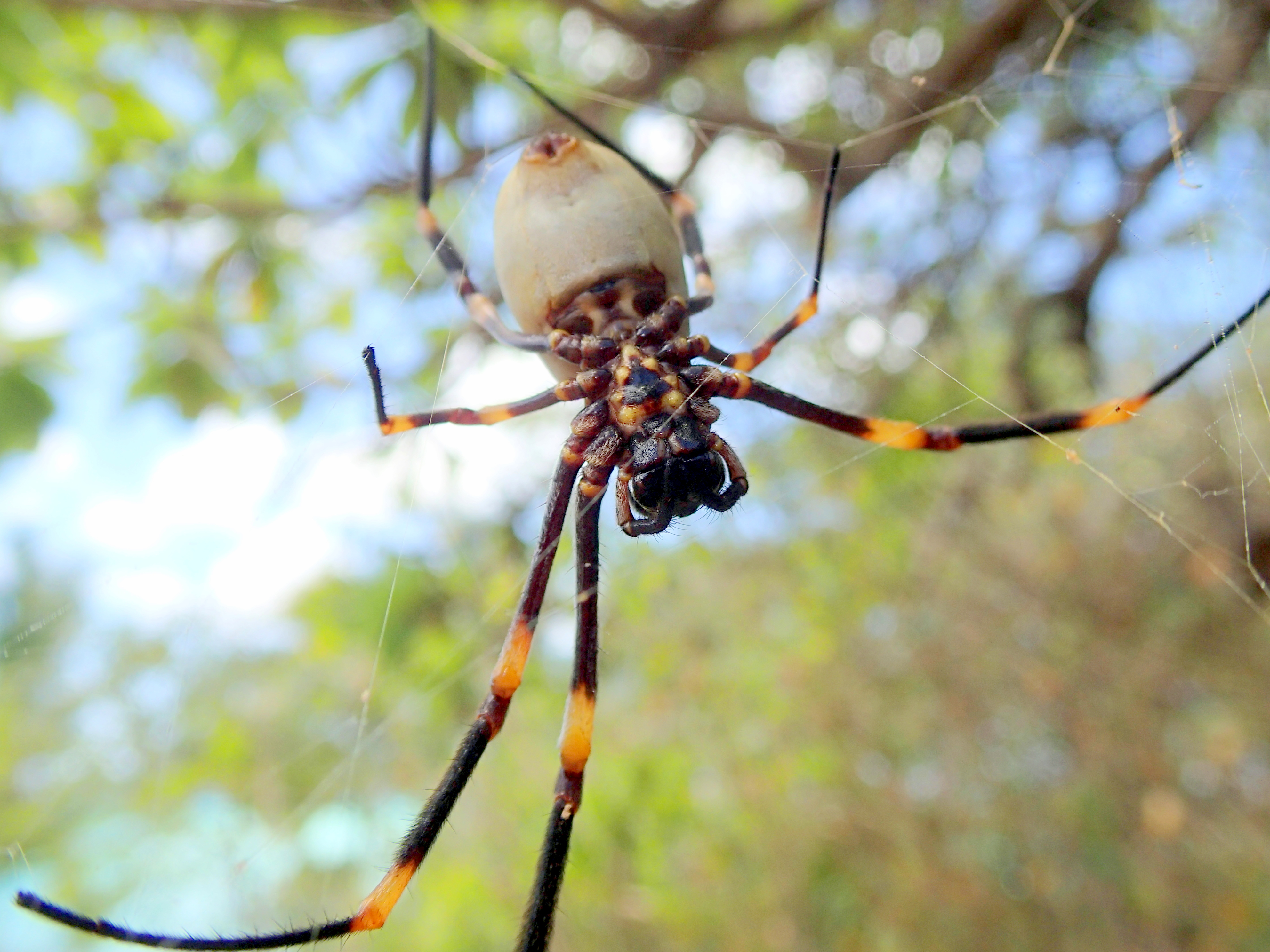
Nephila tetragnathoides

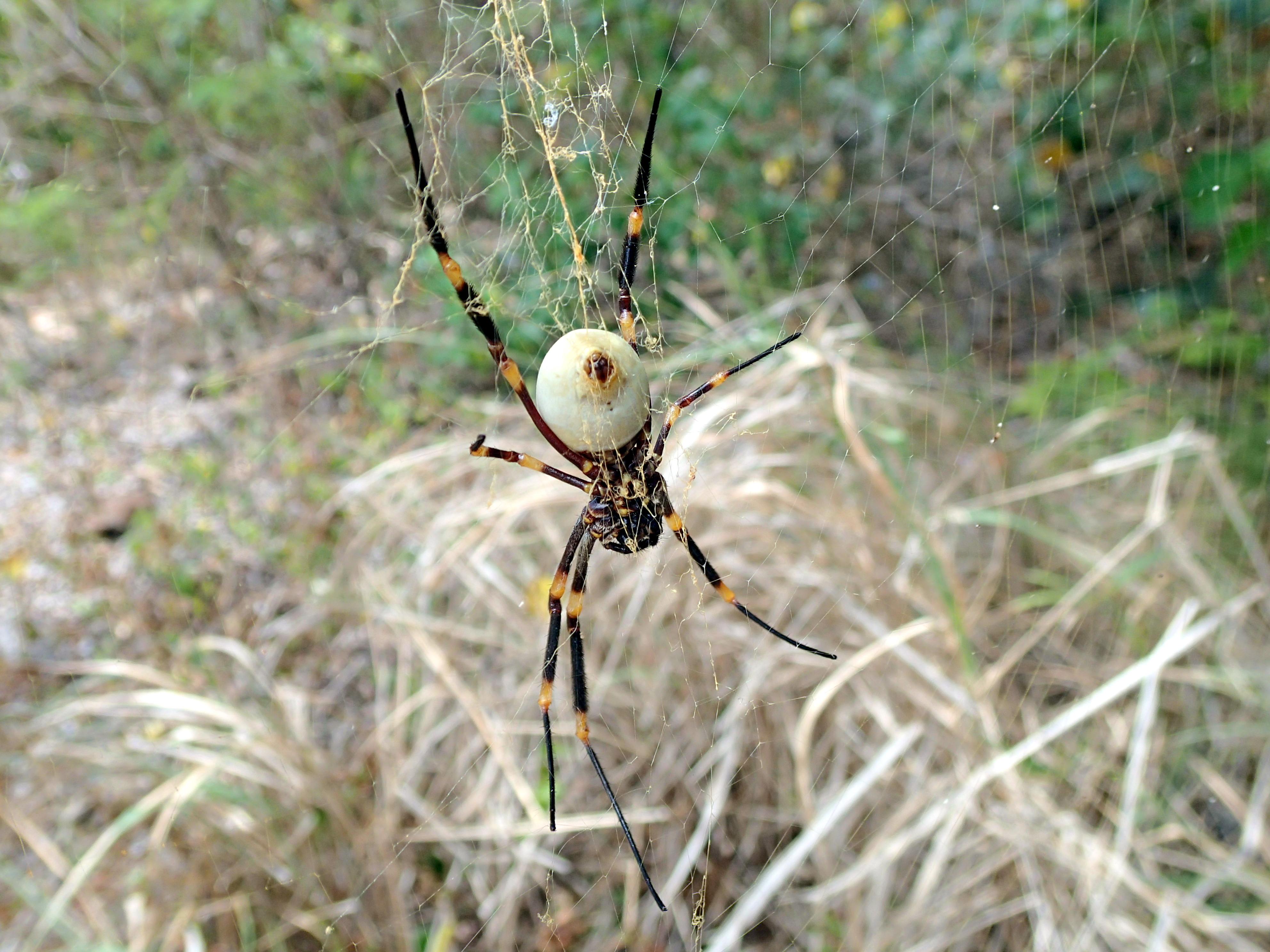
Nephila tetragnathoides

Le mâle mesure 5,04 mm et la femelle 23,15 mm.

## Systématique et taxinomie
Cette espèce a été décrite sous le protonyme Epeira tetragnathoides par Walckenaer en 1841. Elle est placée dans le genre Nephila par Dahl en 1912.
Epeira durvilla et Nephila prolixa ont été placées en synonymie par Dahl en 1912.

## Publication originale
- Walckenaer, 1841 : Histoire naturelle des Insectes. Aptères. Paris, vol. 2, p. 1-549 (texte intégral).